# Ronde van Noord-Holland 2011
Il Ronde van Noord-Holland 2011, sessantaseiesima edizione della corsa, valido come evento dell'UCI Europe Tour 2011 categoria 1.2, si svolse il 25 aprile 2011 su un percorso di 223,3 km. Fu vinto dal belga Niels Wytinck, che terminò la gara in 5h 05' 40" alla media di 43,832 km/h.
Furono 110 i ciclisti che portarono a termine la competizione.

## Ordine d'arrivo (Top 10)
| Pos. | Corridore         | Squadra        | Tempo    |
| ---- | ----------------- | -------------- | -------- |
| 1    | Niels Wytinck     | Colba-Mercury  | 5h05'40" |
| 2    | Marco Brus        | Paesi Bassi    | s.t.     |
| 3    | Remco Te Brake    | Cycl. de Rijke | s.t.     |
| 4    | Yoeri Havik       | Cycl. de Rijke | s.t.     |
| 5    | Jonas Ljungblad   | Differdange    | s.t.     |
| 6    | Marius Bernatonis | Atlas Personal | s.t.     |
| 7    | Rens Te Stroet    | Cycl. Jo Piels | s.t.     |
| 8    | Marco Bos         | Cycl. Jo Piels | s.t.     |
| 9    | Shinri Suzuki     | Shimano        | s.t.     |
| 10   | Wesley Kreder     | Rabobank Con.  | s.t.     |